# タウンくる

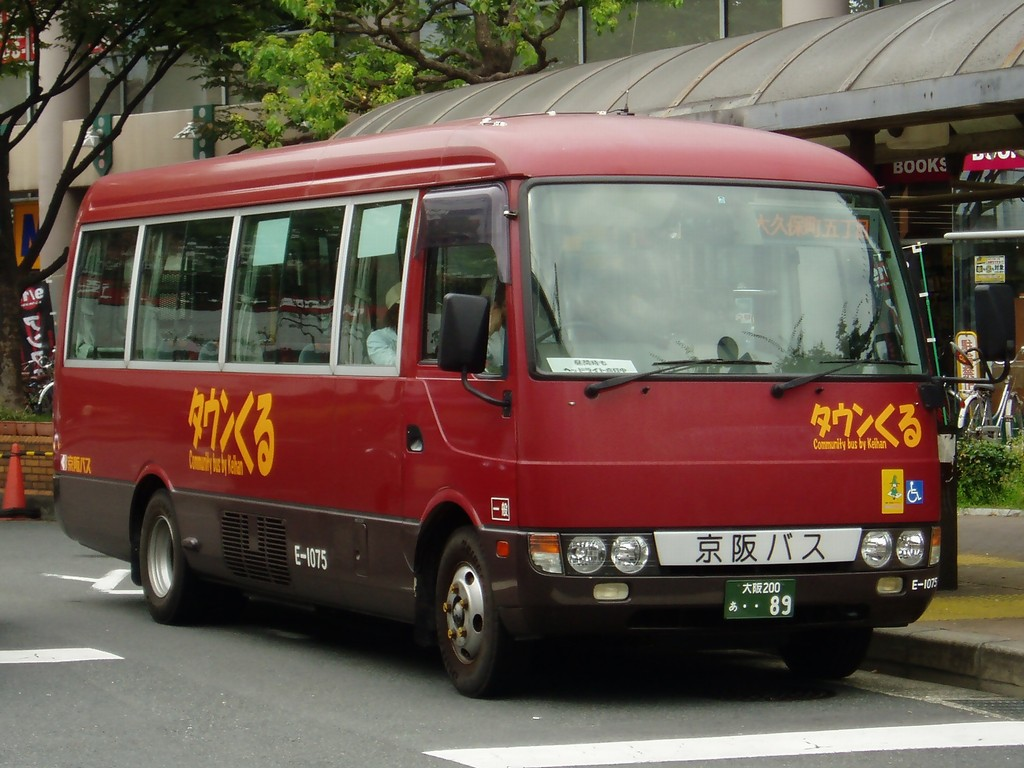
2016年に廃止された守口地区におけるタウンくる（ローザ）。2010年11月までに全車置き換えられた。

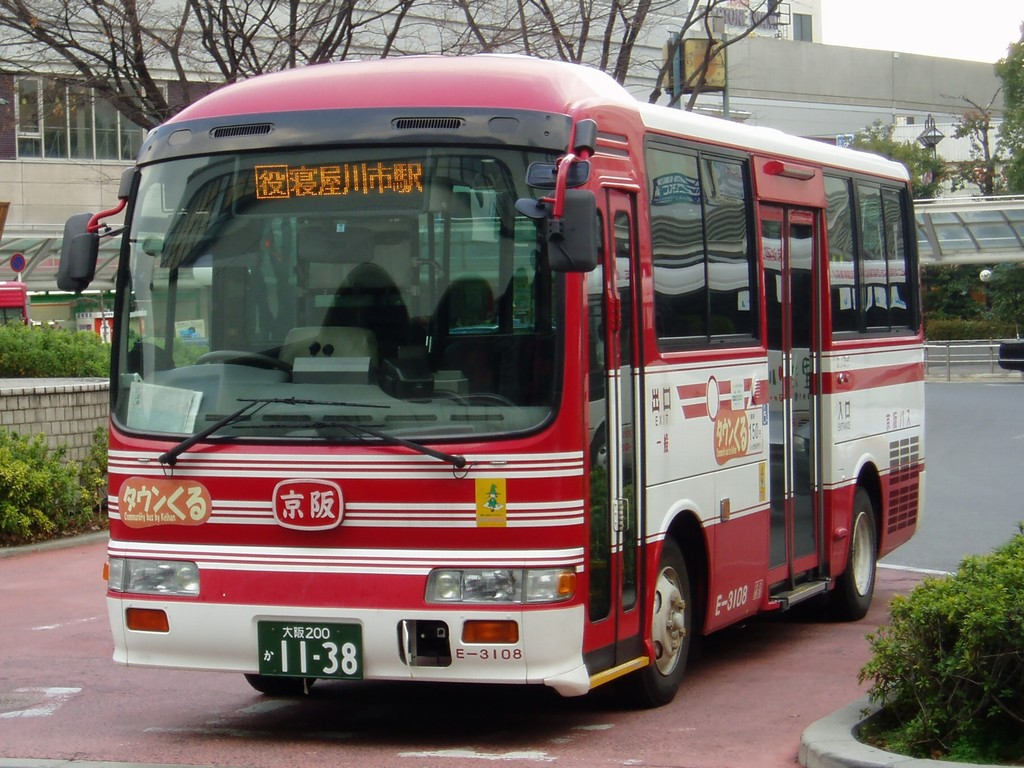
寝屋川地区におけるタウンくる（寝屋川営業所車両）。2010年より守口タウンくると共通運用となり、2016年より一部の一般路線と共通運用となっている。現在この路線は交野営業所に移管されている。

タウンくる（別称 Community Bus By Keihan ）とは、かつて大阪府守口市、門真市、大阪市、寝屋川市、四條畷市で運行されていた京阪バスのコミュニティバスである。
開設当時は寝屋川地区のタウンくる（以下「寝屋川タウンくる」）は交野営業所が、守口地区のタウンくる（以下「守口タウンくる」）は門真営業所がそれぞれ管轄していたが、2004年から2018年までは守口タウンくるを含めて全路線寝屋川営業所が管轄した後、2018年4月1日より寝屋川音羽町線のみ再度交野営業所の管轄に戻した。
寝屋川営業所管轄路線の運行は京都京阪バスに委託されていたが、2020年4月1日より直営となった。また交野営業所管轄路線は直営で運行し、両営業所管轄路線とも全て他の一般路線と共用の小型車で運行していた。
2021年2月1日をもって運賃値上げし系統番号を付与され一般路線化したため、コミュニティバスとしての運行は終了し『タウンくる』の名前も消滅している。
本項では、『タウンくる』として運行していた現在の一般路線についても取り上げる。

## 概要
タウンくるは、京阪バスにおけるコミュニティバスの最初の例である。その運行に際しては、当初守口市と同市内においてバスの利便の提供できなかった地域内でのバス路線のあり方を協議した上で、2000年12月1日より段階的に試験運行を行い、実現したのが八雲北ルートである。
開設時は、カード・回数券・定期券等が一般路線と区別され利用できなかった。寝屋川音羽町線の開設時より一般路線と共通化され、コミュニティバスでありながらも、専用車両を使用することと、150円という特別運賃であること以外は、利用客にとって一般路線と変わらない。
南部ルートに関しても後に守口南部線の再編に際し、現在廃止された『くるっとBUS』としてその成果を見ることになる。詳細はくるっとBUSの項目を参照。
- 試験運行を行ったルート
  - 八雲北ルート（2000年12月1日より1年間）
後の守口北循環線・八雲北ルートと同一のため、下記を参照。
  - 東部ルート（大循環）（2000年12月1日より1ヶ月間）
地下鉄大日北口（現在の大日駅交差点ではなく、大日交差点の北東側の府道13号線沿いの停留所であり、1982年までの停留所名は「三洋電機工場前」であった場所。大日駅開設により廃止）→ 梶郵便局 → 東部公民館 → 藤田町 → 東公民館 → 大久保町 → 梶公園 → 地下鉄大日北口
  - 東部ルート（小循環）（2000年12月1日より1ヶ月間）
地下鉄大日北口 → 梶郵便局 → 梶児童遊園 → 梶公園 → 地下鉄大日北口
  - 南部ルート（こちらは、2001年1月16日より1ヶ月間）
京阪守口市駅 - 大宮東 - 菊水老人センター - 寺方本通 - 錦団地南

守口市北部のうち大久保地区におけるコミュニティバスの運行は、上記の車両のうち、当時運行されていて乗降客数の芳しくない太間公園点野線13号経路（寝屋川市駅 - 摂南大学 - 仁和寺団地口 - 仁和寺 - 大久保 - 古川橋駅）の代替として、運行経路を見直し、2002年より一年間の試験運行の末、本格運行されることになった。
寝屋川市においても、2003年4月1日の京阪香里園西口駅前広場供用開始に際して、寝屋川市駅から香里園駅を結ぶ寝屋川音羽町線を開設する。この路線は香里園・寝屋川市といった京阪電鉄の中でも比較的乗降客の多い駅と、マンションが林立し、平和堂アル・プラザ香里園店やイオンモール寝屋川のような大規模商業施設が近隣に立地するルートを、できるだけ短い時間で結ぶ為に小型車を活用した。
多くのコミュニティバスの客層は交通弱者と呼ばれる高齢者等が殆どであるが、この路線は駅から徒歩圏・自転車圏が殆どであるにもかかわらず、若年層・青年層も多くが利用し、ほぼ全便で、一便あたり10名以上の乗客を数えるなど成功した路線ともいえる。収支状態が良好で、補助金の交付はない。
路線開設後も沿線には、大型商業施設ホームズ寝屋川店や寝屋川生野病院が立地、超高層分譲マンションの建設や団地の建替も行われている。徒歩圏・自転車圏である上、利用のしやすい公共交通が整備されたことは、地域に与えた影響も大きく、これからも乗客の増加が見込まれており、2012年2月には30分間隔から20分間隔へ増発され運行時間も拡大した。
2004年にタウンくる全路線を、既に子会社である京阪シティバスに運行を委託した寝屋川営業所に移管する。
以前より路線開設の計画があったものの、警察協議により大型車の進入が認められず、路線開設ができていなかった萱島西地区と南部の河北地区にも同様の車両を活用して、路線を開設を要望し実現したのが寝屋川市内線の黒原ルートと木田・河北ルートである。2006年8月28日に開設された。この2つの路線はバス空白地域の解消を目的にしている為、赤字の発生した場合は市からの補助金が交付される。
木田・河北ルートは、一般路線で乗降客数の少ない32号経路（寝屋川市駅 - 巣本 - 四条畷駅）を廃止し、渋滞の少ない市道にルートを移し、萱島駅を経由して河北地区に向かう。堀溝地区からの直通は残され、新たに河北地区に乗り入れることになった。四条畷駅方面へは33号経路（2015年10月改定以降は平日1往復のみ）・37号経路（2015年10月改定で新設）が運行されている。
木屋ルートでも、一般路線の乗降客数の少なかった27号経路（寝屋川市駅 - 太間口）を廃止した後に、石津 - 太間口を除く区間で同路線が乗り入れ、更に緑町中心部や市立総合センターから木屋地区・京阪香里園駅を結ぶようにして、一般路線が廃止された区間からバスがなくならないようにする工夫を行っている。木屋ルートはタウンくる最長の路線である。また木屋地区の中心部は戦後暫くまで京阪バスが国道1号に一般路線を走らせていた（廃止時期不詳）が、路線の廃止により交通空白地域となった（ただし一時期は木屋地区の入口に当たる木屋町バス停より寝屋川12号経路が運行していた）。木屋地区の京阪バスの乗り入れは、上記の路線廃止以来となった。
タウンくるは、小型車化することにより狭隘道路を走行が可能となったことから、渋滞を避け、運行間隔がわかりやすくなった。停留所の位置が利用しやすくなり、運賃も下がり便利になり乗客も増えた。しかし、寝屋川音羽町線以外の路線では、赤字のため補助金が出ている状態であるので、寝屋川市議会では乗客を増やす工夫を行い、補助金を減らすようにと発言されている。
2014年4月1日より、京阪シティバスが京阪宇治バスに吸収合併された関係上、運行委託先を合併を機に京阪宇治バスから社名変更した京都京阪バスに変更している。その後2018年4月1日に寝屋川音羽町線のみ営業所の管轄が変更された（後述）ため、同線のみ直営で運行していた。
2003年頃に国土交通省より、「導入効果の見られたコミュニティバス」にリストアップされた（参考文献より）。
2016年12月2日をもって、守口タウンくるの運賃を値上げの上一般路線化し、車両もタウンくる専用から旧・守口タウンくるであった一般路線と共通運用となった。
2018年4月1日に寝屋川音羽町線のみ交野営業所管轄に復帰した。なお、交野営業所所属車両も津田サイエンスヒルズ線など、他の一般路線と共通運用となっている。
2020年4月1日、寝屋川音羽町線の運賃を200円に値上げの上で一般路線化。同時に全運行経路で京都京阪バスへの委託を解消し、直営での運行となる。
2021年2月1日、寝屋川市内線の全線と寝屋川音羽町線の運賃を230円に値上げし一般路線化、それに伴い『タウンくる』の名称を廃止することを表明した。直後の3月13日ダイヤ改定で、全運行経路が寝屋川営業所に戻された。
2023年11月1日、人員不足の影響で次の予定で廃止されることが発表されている。
- 2023年12月16日、守口市内線の8・8A号経路を廃止。
- 2024年3月31日、寝屋川市内線の50・51・52・53・54・55号経路を廃止。

これに伴い、残存するのは寝屋川音羽町線の26・26A号経路が残るのみとなる。

## 沿革
- 2000年（平成12年）12月1日 - 守口市内（八雲北地区）で試験運行を開始する（門真管轄）。
- 2001年（平成13年）12月1日 - 八雲北ルートの本格運行を開始する。
- 2002年（平成14年）
  - 5月16日 - 門真市（古川橋駅）～守口市（大久保地区）の路線の試験運行を開始する（門真管轄）。
  - 9月14日 - スルッとKANSAI/京阪グループ共通バスカードの使用が可能となる。
- 2003年（平成15年）
  - 4月1日 - 香里園西口～寝屋川市駅間のタウンくるの運行を開始（交野管轄）。
  - 5月16日 - 大久保ルートの本格運行を開始する。
- 2004年（平成16年）4月1日 - 全路線の所管を変更（門真/交野→寝屋川）、寝屋川音羽町線停留所追加・ルート変更（石津南町・桜木町ポンプ場）。
- 2006年（平成18年）8月28日 - 寝屋川市内の黒原ルート（A号経路）/河北ルート（B号経路）の運行を開始する。
- 2008年（平成20年）
  - 7月26日 - 寝屋川市内の河北ルート（B号経路）の一部の便を、新設するバス停「市民体育館」経由へのルートに変更。
  - 10月19日 - 寝屋川市内の木屋ルート（木号経路）の運行を開始する。ポンチョII(F-3196)が導入された。
- 2009年（平成21年）10月31日 - 京阪守口市駅の乗り場を7番から4番に移動。同日門真営業所から元くるっとBUS車両のE-3130/E-3131がタウンくる用に転属。
- 2010年（平成22年）9月 - 日野・ポンチョ(F-3010/F-3011/F-3012)を2年振りに導入。守口タウンくるのローザを順次置き換えた。この置き換えの関係で、同年9月以降、寝屋川タウンくる用の車両であったリエッセ・ポンチョIIがローザと共に守口タウンくるでも運用される様になった。尚、ローザは同年11月までに全車廃車となった。
- 2012年（平成24年）2月25日 - 寝屋川音羽町線の昼間時の運行間隔を30分から20分に変更などのダイヤ改正を実施[2]。
- 2015年（平成27年）3月29日 - 寝屋川音羽町線の「北幼稚園」を「寝屋川生野病院前」に改称。同時に同停留所に京阪香里園方面行の停留所も開設し、両方向の停車を開始。
- 2016年（平成28年）
  - 1月 - 久御山町のってこバスの廃止により、京田辺営業所からE-3133がタウンくる用に転属。
  - 12月3日 - 守口タウンくる（八雲ルート・大久保ルート）を、運賃を値上げして一般路線に格上げの上で廃止（一般路線化により通常の運行経路番号が付与され、旧・八雲北ルートには8A号経路、旧・大久保ルートには8B号経路に変更。なお、これとは別に既存の一般路線および一部新設のルートを利用して延長を実施し、大日駅を経由して両ルートを連結した8号経路も設定。一般路線化後も引き続き寝屋川営業所が管轄）。引き続き存続となった寝屋川タウンくるについても市民体育館への乗り入れを廃止し、深北緑地経由河北発着を河北経由深北緑地発着に変更（深北緑地を経由しない河北発着は現状のままで変更なし）[3]。なお、これにより車両を8号経路・8A号経路・8B号経路などの一般路線とタウンくるとの間で共通運用を行うこととなったため、小型車から「タウンくる」のステッカーを撤去した。また、守口タウンくる廃止と同時に京阪バスの公式サイトにあるコミュニティバスのページから守口タウンくるは削除された。
- 2018年（平成30年）4月1日 - 寝屋川音羽町線のみを交野営業所管轄に復帰。他の路線は引き続き寝屋川営業所が管轄。これに伴い、寝屋川営業所から4台(E-3133/E-3156/E-3172/E-3173)、京田辺営業所から2台(F-3038/F-3039)が交野営業所に転属した。
- 2019年（令和元年）7月～8月 - 日野・ポンチョを寝屋川営業所に3台（F-3045/F-3046/F-3047）、交野営業所に1台（F-3043）導入され、E-3106/E-3107/E-3108/E-3133が廃車となった。
- 2020年（令和2年）
  - 4月1日 - 寝屋川音羽町線を運賃値上げのうえで一般路線化。[4]。寝屋川市役所を経由しない便には26号経路、経由する便には26A号経路の運行経路番号が付与される。また、同日に守口市内線のダイヤ改定が実施され、旧・大久保ルートである8B号経路が廃止となった[5]。
  - 7月 日野・ポンチョを交野営業所に1台（F-3049）導入。
- 2021年（令和3年）2月1日 - 寝屋川市内線および寝屋川音羽町線を運賃値上げ。寝屋川市内線についても経路番号がつけられ、黒原ルートに50号経路、木田・河北ルートに51・52・53号経路、木屋ルートに54・55号経路の経路番号を設定のうえ一般路線化し、『タウンくる』の名称を廃止。
- 2023年（令和5年）12月16日 - 守口市内線8・8A号経路が年間1往復化。
- 2024年（令和4年）4月1日 - 守口市内線・寝屋川市内線が廃止。後者は寝屋川市の交通事業である「ねやBUS」に移行。現存する旧タウンくる路線は寝屋川音羽町線のみとなる。

## 運賃
全路線全区間、特別初乗運賃を適用していた（全運行経路大人150円・小児80円）。京阪バスIC1dayチケットも使用可能。
また、定期乗車券は守口タウンくるの内、八雲北ルートには専用定期券があったが、2010年3月1日に地区定期券範囲の統合・拡大により守口門真地区の地区定期券範囲に組込まれて廃止された。大久保ルートも2010年まで定期券設定はなかったが、このルートも2010年3月1日より守口門真地区の地区定期券範囲に組込まれ、定期券利用が可能となった（守口タウンくるの廃止後も引き続き同地区定期券で一般路線に乗車可能）。寝屋川タウンくるでは寝屋川地区の定期券での利用が可能。また、ICカードPiTapa・ICOCAも2010年3月に導入された。
一般路線化に際し、大久保・八雲ルートに該当する区間と寝屋川音羽町線では激変緩和措置が講じられ特区（大人200円・小児100円）が設けられたが、2021年2月の完全廃止に際しては激変緩和措置を講じず大阪地区の1区（大人230円・小児120円）に値上げされた。

## 寝屋川タウンくる
ここでは一般路線化後の形態を主に記載する（守口も同様）。

### 寝屋川音羽町線
2018年4月1日より交野営業所管轄→2021年3月13日より寝屋川営業所管轄。唯一の現行一般路線のため詳細はこちらから。
2020年に運賃を普通運賃を特別初乗り運賃の大人200円に値上げ（定期券は一般路線の定期券と共通）の上、一般路線化。寝屋川市役所を経由しない便に26号経路、経由する便に26A号経路と運行経路番号を付番。
車両は従来から運用されている、寝屋川営業所より転属した日野・リエッセが主力だったが、交野営業所管轄に戻った2018年4月1日以降は京田辺営業所からの転属や新車投入等により、日野・ポンチョIIでの運用が多くなっている。また、三菱ふそう・エアロミディMJにも方向幕に寝屋川音羽町線の行先表示が追加されており、移管直後のみ運用に入ったことがある。

### 寝屋川市内線
2021年の改定で運賃を普通運賃を特別初乗り運賃の大人230円に値上げ（定期券は一般路線の定期券と共通）の上一般路線化。この時に50番台の経路番号が与えられた。
主に日野・リエッセを使用していたが、2019年7月頃からは新車の投入に伴い日野・ポンチョIIでの運用が多くなっていた。
2024年4月1日に全系統が廃止され、寝屋川市営のワゴン車で運行される「ねやBUS」に移行した。「黒原ルート」などのルート名称は京阪バス一般路線化の際に廃止されたが、ねやBUS移行の際に復活している（逆に経路番号は廃止された）。

#### 黒原ルート
タウンくる時代はA号経路、一般路線移行後は50号経路。
- 萱島駅 → 高柳六丁目 → 黒原旭町 → 萱島駅

#### 木田・河北ルート
タウンくる時代はB号経路、一般路線移行後は上から51・52・53号経路。
- 寝屋川市駅（東口） - [経路 1] - 電通大寝屋川キャンパス - 木田小学校 - 萱島駅 - 巣本 - 蔀屋 - 河北 - 深北緑地
  - 寝屋川市駅（東口）では1のりば発。日中のみ、1時間おきに運行されていた。
  - 多くは河北止まりの区間便。
  - 一部は寝屋川市駅～河北の運行。
- 池の里市民交流センター - 池田府営住宅前 - 寝屋川車庫 - 高柳住宅前 - 木田小学校 - 萱島駅 - 巣本 - 蔀屋 - 河北
  - 平日朝に池の里市民交流センター行きが、夕方前に深北緑地行きが1本ずつ運行されていた。
  - 市立総合センターから電鉄車庫前（北行き）・木田元宮（南行き）まで、途中にある停留所は通過していたが、一般路線化後の2021年3月13日ダイヤ改定より停車するようになった。同年9月25日のダイヤ改定では、これまでの発着地であった市立総合センターが廃止され、代替に新設された池の里市民交流センターに発着地を変更した。
- 萱島駅 - 巣本 - 蔀屋 - 河北
  - 朝夕に数本運行されていた。

#### 木屋ルート
タウンくる時代はB号経路、一般路線移行後は上から54・55号経路。朝晩は54・昼間は55号経路を運行。
- 京阪香里園（西口） - 木屋町 - 太間公園 - 点野 - 池田中町
  - 朝晩に運行される。
- 京阪香里園（西口） - 木屋町 - 太間公園 - 点野 - 市立総合センター - 石津 - 緑町 - [経路 2] - 寝屋川市駅（東口）
  - 日中の運行で、寝屋川市駅に乗り入れる。

## 守口タウンくる

### 守口市内線
守口市内循環線を2016年12月3日に、運賃値上げの上で一般路線化。八雲系統には8A号経路、大久保系統には8B号経路と経路番号が付番された。8号経路は、大日駅を経由する形で両系統を統合したもので、平日は昼間時に、土曜・休日はほぼ終日運行されていた。
2017年12月1日ダイヤ改定で、京阪守口市駅行き・古川橋駅行きともに大久保中央公園経由となり、大久保団地 - もりぐち歴史館は経由しなくなった。そのため、この区間は8B号経路のみとなり、日中時間帯はバスの運行が無くなった。更に2020年4月1日改定で8B号経路が廃止されたことで事実上、平日は日中のみの運行となった（大久保団地 → もりぐち歴史館の停留所も廃止）。
残った8号経路・8A号経路ともに2023年12月16日をもって年間1本ずつのみの運行となり実質廃止、2024年に正式廃止。それと同時に古川橋駅の北口を出る定期バス路線もなくなった。
守口市を走行するのが基本であったが、太子橋三丁目のみ大阪市旭区に、古川橋駅、鳥飼道、古川橋府営住宅前は門真市に位置していた。一般路線化後もこれは変わっていない。
2010年までは全てのタウンくる車両が三菱ふそう製マイクロバス（三菱ふそう・ローザ）であったが、その後一般路線化までは日野製の日野・リエッセ、日野・ポンチョIIを使用していた（日野車は2010年9月より運用開始）。一般路線化後は2017年11月30日までは日野・リエッセのみ、2017年12月1日からは8号経路の一部と8A号経路において日野・ポンチョIIを使用、2020年4月1日からは8B号経路の廃止に伴い基本的に日野・ポンチョIIのみを使用している。
- 8号経路：京阪守口市駅 - 太子橋三丁目 - 外島町 - 吉祥橋 - 八雲小学校前 - 地下鉄大日南口 -大日駅 - 佐太二番 - 大久保 - 大久保中央公園 - 藤田 - 古川橋駅
  - 運行開始当初の藤田 - 大久保間の経路は、京阪守口市駅行きは藤田 → 大久保町一丁目 → 大久保中央公園 → 大久保団地 → もりぐち歴史館 → 大久保中央公園 → 大久保、古川橋駅行きは大久保 → 大久保団地 → もりぐち歴史館 → 藤田となっていた。
  - 古川橋駅の北口のりばは、2023年に門真市内線が廃止となって以降はこの系統が日中1時間に1本乗り入れるのみとなっていた。

- 8A号経路：京阪守口市駅 → 太子橋三丁目 → 外島町 → 吉祥橋 → 八雲北住宅 → 八雲西町 → 吉祥橋 → 外島町 → 太子橋三丁目 → 京阪守口市駅
  - 旧道タウンくる八雲系統。
  - 一部、京阪守口市駅 → 八雲北住宅、八雲北住宅 → 京阪守口市駅間の区間便あり。
  - 朝夕のみ運行。

- 8B号経路：古川橋駅 → 藤田 → 大久保町一丁目 → 大久保中央公園 → 大久保団地 → 東公園 → もりぐち歴史館 → 藤田 → 古川橋駅
  - 2020年4月1日改定時に廃止。旧タウンくる大久保系統。
  - 一部、大久保団地 → 古川橋駅間の区間便あり。

## 運行していた当時の計画
2008年10月19日、木屋ルートの開通により寝屋川市内でのバス空白地帯解消は一段落が付いた。しかし、一般路線バスの沿線でもバス停から離れた地域からの要望や、路線がある地域でも新ルートの要望がある。
2016年12月2日の運行を最後に守口タウンくるが廃止されたため、タウンくるは寝屋川タウンくるのみとなったが、2020年10月30日に寝屋川タウンくるの路線の運賃改定を申請し、これが認められたため、運賃が一般路線と変わらなくなることにより、一般路線となり、『タウンくる』の名称を廃止することとなった。これに伴いコミュニティバスを名乗るのは、くずは・男山循環コミュニティバスと四條畷市コミュニティバスのみで、このうち京阪バスでコミュニティバスとして紹介されるのは四條畷市コミュニティバスのみとなる。